# Heniochus chrysostomus
Heniochus chrysostomus е вид бодлоперка от семейство Chaetodontidae. Видът не е застрашен от изчезване.

## Разпространение и местообитание
Разпространен е в Австралия, Американска Самоа, Вануату, Виетнам, Гуам, Индонезия, Кирибати (Лайн и Феникс), Кокосови острови, Малайзия, Маршалови острови, Микронезия, Науру, Ниуе, Нова Каледония, Остров Рождество, Острови Кук, Палау, Папуа Нова Гвинея, Питкерн, Провинции в КНР, Самоа, Северни Мариански острови, Сингапур, Соломонови острови, Тайван, Токелау, Тонга, Тувалу, Уолис и Футуна, Фиджи, Филипини, Френска Полинезия, Южна Корея и Япония.
Обитава морета, лагуни и рифове в райони с тропически климат. Среща се на дълбочина от 0,6 до 40 m, при температура на водата от 25,1 до 29,3 °C и соленост 34 – 36,1 ‰.

## Описание
На дължина достигат до 18 cm.
Популацията на вида е стабилна.